# Jacob Binckes
Jacob Binckes (Koudum, 1637 – Tobago, 12 december 1677), zelf schreef hij zijn naam als Benckes, was een Nederlandse zeeofficier. Aanvankelijk was hij koopvaardijschipper. Omstreeks 1664 is hij in dienst getreden van de Admiraliteit van Amsterdam. Al in 1666 volgde zijn benoeming tot kapitein-ter-zee. Vanaf 1670 opereerde hij in toenemende mate als bevelhebber van meerdere schepen, in de rang van  commandeur, destijds een min of meer tijdelijke rang voor de duur van een opdracht. Zijn belangrijkste wapenfeit, de herovering van Nieuw-Nederland in 1673, is hem om politieke redenen nooit toegekend. Hij is de laatste vertegenwoordiger genoemd van de agressieve Nederlandse zeemacht uit de zeventiende eeuw.

## Afkomst
Zoals toen gebruikelijk was ging hij als jongen al naar zee. Hoewel Koudum niet aan zee lag was er halverwege de 17de eeuw een relatief grote schippersgemeenschap van ongeveer veertig koopvaardijschippers, van wie bijna de helft behoorde tot Jacobs familie. Vader en meerdere ooms, broers, zwagers en neven waren als schipper actief, veelal op de houtvaart vanuit Noorwegen.
Jacobs schip heette de ‘Grauwe Valck’, een fluitschip van 122 voet, een kleine 40 meter lang. Zijn eerste reis in 1656 maakte hij als achttien- of negentienjarige helemaal naar Archangelsk. Hij had vier broers die ook allen schipper geweest zijn. Bencke, de oudste overleed omstreeks 1649. Joucke is kort VOC-bewindhebber geweest, voor de kamer Amsterdam. Hij is in Oost-Indië gestorven. Haytje voer als schipper op de Witte Eenhoorn. Deze verhuisde later naar Amsterdam, waar hij onder-equipagemeester werd, belast met het uitrusten van schepen voor de admiraliteit van Amsterdam. Poppe ging Jacob voor als zeeofficier. Hij deed in 1653, in dienst van dezelfde admiraliteit, mee aan de Slag bij Terheyde, als kapitein op de driemaster De Brak en maakte in 1654 voor de Amsterdamse kamer van de Vereenigde Oostindische Compagnie (VOC) een reis naar Batavia, waar hij overleed.
Op 21 juni 1657 trouwde Jacob met Tied Galtjensdr, schippersdochter uit Stavoren en zij vestigden zich in haar woonplaats. Tied overleed omstreeks 1664. In dat jaar werd Jacob na veel strijd lid van de Staverse vroedschap. Hij adviseerde onder meer over de verdedigingswerken van de stad. Als gezagvoerder van de Admiraliteit was hij ongetwijfeld een belangrijke klant voor plaatselijke middenstanders als bakkers, brouwers en ronselaars. In 1676 had hij een relatie met Ingena Rotterdam (1651-1704), een koopmansdochter uit Amsterdam. Deze relatie is overgeleverd aan de hand van hun verlovingsportretten door Nicolaes Maes. Jacob had geen nageslacht. De 18e- en 19e-eeuwse familieleden met de naam Bin(c)kes stammen af van zijn broers Bencke en Haytje, die op latere leeftijd hun naam als Binckes schreven. Jacob zelf hield zijn hele leven vast aan de oude schrijfwijze, zoals van zijn vader geleerd.

## Maritieme loopbaan

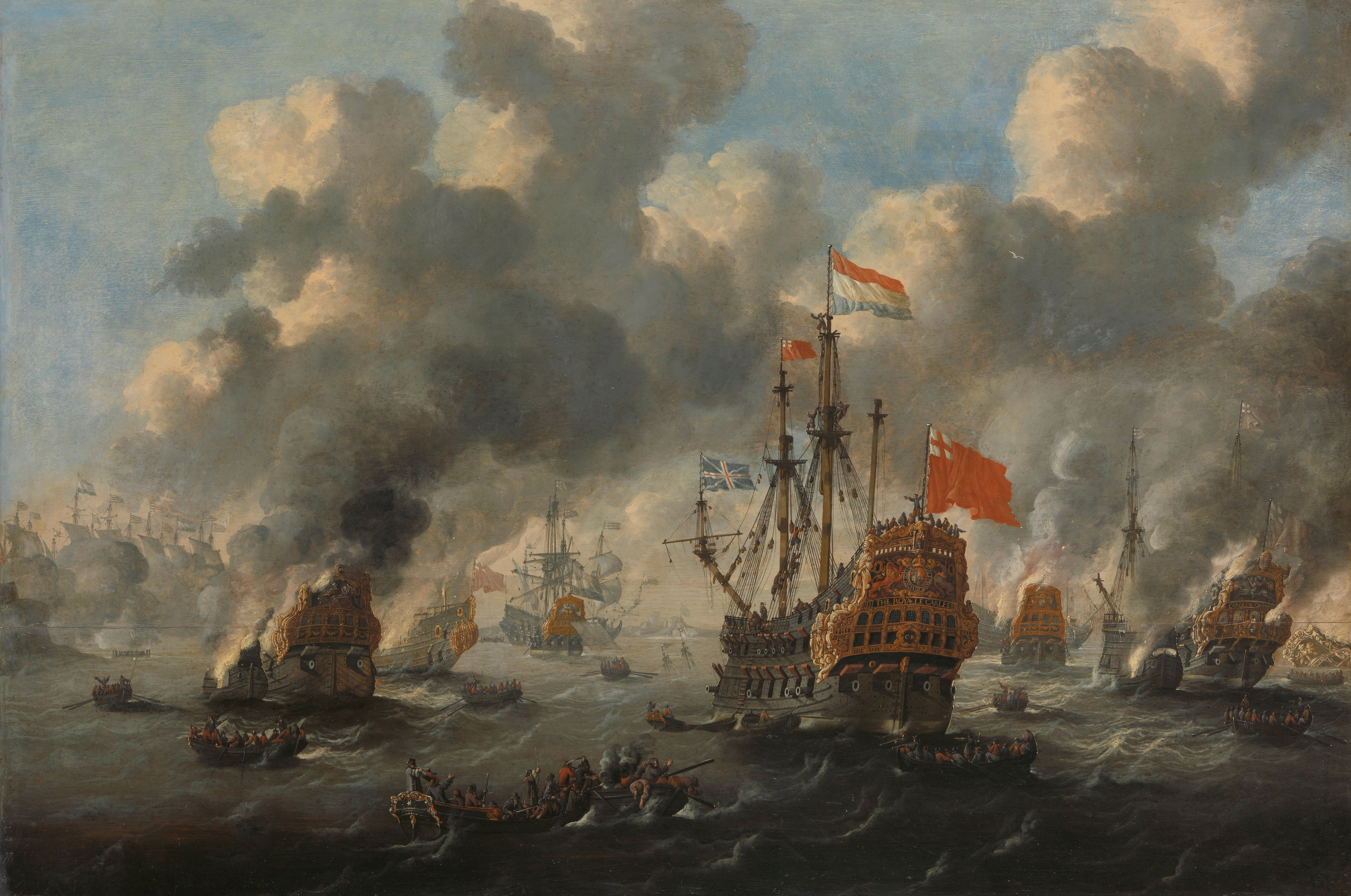
Tocht naar Chatham.

In 1665, het jaar dat de Tweede Engels-Nederlandse Oorlog uitbrak, komt zijn naam voor het eerst voor in de archieven van de admiraliteit, als hij na de dramatisch verlopen slag bij Lowestoft onder luitenant-admiraal Jacob van Wassenaar Obdam het bevel krijgt over het schip ’Schager Roos’. In het volgende jaar maakte hij deel uit van het eskader van Cornelis Tromp dat deelnam aan de twee belangrijke zeeslagen van 1666. Bij de tocht naar Chatham in 1667 is hij met het schip ‘Essen’ te vinden in de voorhoede, onder luitenant-admiraal Willem Joseph van Ghent. Onder deze bevelhebber nam hij in 1670 deel aan een expeditie tegen Barbarijse kapers rond de Straat van Gibraltar.
Jacobs carrière kwam in een stroomversnelling tijdens de Derde Engels-Nederlandse Oorlog die uitbrak in het Rampjaar 1672. In de Slag bij Solebay in juni van dat jaar commandeerde hij een van de grotere schepen van de Amsterdamse Admiraliteit. In september werd hij samen met vier andere officieren, waaronder Volckert Schram en David Vlugh, door de orangist schout-bij-nacht Jan den Haen om politieke redenen beschuldigd van lafheid tijdens de laatste slag. Allen werden echter door de krijgsraad van alle blaam gezuiverd. In december voer hij uit met drie collega’s voor het konvooieren van VOC-schepen. Aansluitend voegde Jacobs eskader zich onder Spaans gezag om de Zilvervloot uit Cuba veilig binnen te leiden. Een van de collega’s was Anske Fockes van Warns, eveneens een voormalig schipper die samen met Jacob in dienst trad bij de admiraliteit. De anderen waren Nicolaes Jansz Boes, van Edam en Abraham Ferdinand van Zijll, van Benschop.

### De herovering van Nieuw-Nederland
In april 1673 zijn de vier kapiteins vanuit Cádiz uitgezonden voor een expeditie tegen Engelse en Franse bezittingen in West-Indië. In juni bij Martinique sloot een Zeeuws eskader onder leiding van Cornelis Evertsen de Jongste bij hen aan. Het had deels dezelfde opdracht maar was tot dan weinig succesvol. De gecombineerde eskaders veroverden diverse schepen, heroverden St Eustatius en Nieuw-Nederland (New York) op de Engelsen, brachten de Engelse tabaksvloot in Virginia een zware slag toe en ten slotte ruïneerde een deel van de schepen de Engelse visserij op Newfoundland. 
Nieuw-Nederland werd op dezelfde strijdloze wijze ingenomen als het negen jaar eerder, in vredestijd, door Pieter Stuyvesant gedwongen uit handen was gegeven aan een Engels eskader. Op 23 augustus 1673 voer Binckes met 21 schepen de Hudson op, eiste en verkreeg de overgave van de kolonie. De veroveraars ontpopten zich als masters of formality en voerden in korte tijd een op Nederlandse wetten geschoeid bestuur in. In 1674 bij de Vrede van Westminster aan het einde van de Derde Engels-Nederlandse Oorlog kreeg Engeland de kolonie definitief in handen. Op 14 september verliet Binckes als laatste Nieuw-Nederland. Een deel van zijn vloot was al eerder vertrokken richting Newfoundland. Na hereniging bij de Azoren kwam de vloot pas op 7 december aan in de Zuid-Spaanse havenstad Cádiz en pas een half jaar later waren ze terug in Amsterdam.
Niet Jacob Binckes kreeg de eer van de herovering, maar Cornelis Evertsen. Dat had een politieke reden. Amsterdam wilde zich niet blootgeven als initiatiefnemer van de expeditie die de Engelsen veel schade en gezichtsverlies toebracht. De kooplieden in de hoofdstad wilden vrede met Engeland. Het bezit van Nieuw-Nederland was een van de middelen om dat te bewerkstelligen, maar daar kon niet openlijk over worden gedaan in verband met de lange tenen in Engeland. In februari 1674, na het tekenen van de vrede, de Tweede Vrede van Westminster genaamd, kwam Nieuw-Nederland definitief in Engelse handen. De oorlog tegen Frankrijk met bondgenoot Zweden zou pas eindigen in 1678.

### Opdrachten van Willem III
Na de tocht van 1673 kreeg Jacob Binckes waardering van Prins Willem III. Deze gaf hem in 1675 persoonlijk opdracht om de koning van Denemarken te ondersteunen tegen Zweden. Voor Nederland was van belang dat de doorvaart van de Sont open bleef. Dat was de levensader voor de Nederlandse koopvaardij.
In 1676 kan hij in een adem worden genoemd met Michiel de Ruyter en Cornelis Tromp, als leiders van de drie belangrijkste opdrachten dat jaar. Jacob werd als leider van een groot eskader wederom naar West-Indië uitgezonden. De expeditie van 1676 was gericht tegen Franse belangen. Zo werd Cayenne veroverd, de hoofdstad van Guyana. Ook vielen de Nederlanders enkele Franse eilanden aan en maakten ze veel buit in de vorm van slaven, schepen en materialen voor de productie van suiker. De kolonisatie van de voormalige Nederlandse kolonie Tobago, destijds Nieuw-Walcheren, hun laatste opdracht, werd ook met succes uitgevoerd. Binckes liet er aan een fort bouwen, Sterrenschans genaamd, maar de omstandigheden op het eiland waren zwaar. Veel manschappen stierven als gevolg van tropische ziekten.

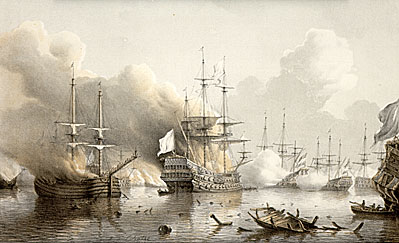
Eerste slag bij Tobago

### Tobago
Lodewijk XIV, koning van Frankrijk, duldde de Nederlanders niet op het strategisch gelegen bovenwindse eiland en zond een sterk eskader onder Jean d’Estrées om ze te verjagen. Maar Jacob en zijn mensen hadden zich goed verschanst in de Rodeklip Baay, Rokley Bay; het fort was zwaarbewapend en bleek onneembaar voor de Franse troepen die over land aanvielen. De Nederlandse schepen lagen in kiellinie met de flank gericht naar de ingang van de baai. Niettemin nam d’Estrées het dramatische besluit om met al zijn schepen voor de wind de baai in te zeilen. Het draaide uit op Eerste Slag bij Tobago, een van de meest gruwelijke gevechten uit de geschiedenis van het Nederlandse Zeewezen.
De strijd eindigde met grote verliezen van manschappen en materieel aan beide zijden. Danig gehavend en met grote moeite trok de Fransman zich terug. De Nederlanders behielden het eiland en het fort. Hulp en versterking uit Nederland bleef uit. Dit in tegenstelling tot de situatie in Frankrijk. In december 1677 was d’Estrées opnieuw met een groot eskader bij Tobago. Met enig geluk wist hij een mortier precies in het kruithuis van het fort te schieten. Jacob Binckes en driehonderd medestrijders overleefden deze voltreffer niet.

## Eponiemie
- Er bestaat in Amersfoort een Binckesstraat.
- In Friesland liggen twee Jacob Binckesstraten, in Koudum en in Leeuwarden.
- In Willemstad op Curaçao is een Jacob Binckesstraat, in de wijk Mundo Nobo in het stadsdeel Otrabanda.
- Er bestaat in Sint Eustatius een Binckesweg - inmiddels gecorrumpeerd tot Binkersweg